# Marco Cappetta
Marco Cappetta (* 1963 in Verona) ist ein italienischer Kameramann.

## Leben
Cappetta ist Mitte der 1990er Jahre im Filmgeschäft tätig, zunächst als Kameraassistent und in anderen Positionen. Seit 1999 tritt er als eigenständiger Kameramann in Erscheinung. Im Laufe der Zeit hat er u. a. mit Schauspielern wie William Shatner, Christopher Lloyd, Dolph Lundgren, Billy Zane und Vinnie Jones gedreht. Sein Schaffen umfasst mehr als 30 Produktionen, in erster Linie für B-Movies verschiedener Genres.
Er ist Mitglied bei IMAGO, einem europäischen Verband von professionellen Kameraleuten, und dessen italienischen Pendant AIC.

## Filmografie (Auswahl)
- 2006: Sea of Fear
- 2010: Bereavement
- 2010: Game of Death
- 2013: Blood of Redemption
- 2013: Thrill to Kill
- 2014: Lethal Punisher: Kill or Be Killed
- 2021: Senior Moment

## Auszeichnungen
- New York City Horror Film Festival 2010 - Beste Kamera[2]